# Hiếu Chiêu Nhân Hoàng hậu
Hiếu Chiêu Nhân Hoàng hậu (chữ Hán: 孝昭仁皇后, tiếng Mãn: ᡥᡳᠶᠣᠣᡧᡠᠩᡤᠠ
 ᡤᡝᠩᡤᡳᠶᡝᠨ
 ᡤᠣᠰᡳᠨ
 ᡥᡡᠸᠠᠩᡥᡝᠣ, Möllendorff: hiyoošungga genggiyen gosin hūwangheo, Abkai: hiyouxungga genggiyen gosin hvwangheu, 1653 - 18 tháng 3 năm 1678), là Hoàng hậu thứ hai của Thanh Thánh Tổ Khang Hi Đế.
Với tư cách là con gái của Thái sư Nhất đẳng Công Át Tất Long - một trong Tứ trụ đại thần thời Khang Hi, có thể nói Hiếu Chiêu Nhân Hoàng hậu trong suốt cuộc đời bị giằng xé bởi vấn đề chính trị. Do cha bà Át Tất Long cùng Ngao Bái có quan hệ tốt, Hiếu Chiêu Nhân Hoàng hậu từ nhỏ cũng là con gái nuôi của Ngao Bái - kẻ thù chính trị đầu tiên của Khang Hi Đế. Cũng chính vì nguyên do này, ngay từ khi tham dự tuyển chọn hậu phi, Hiếu Chiêu Nhân Hoàng hậu đã là một biểu tượng chính trị quan trọng trong hậu cung thời Khang Hi.
Sau khi Hiếu Thành Nhân Hoàng hậu qua đời, Hiếu Chiêu Nhân Hoàng hậu kế vị Trung cung. Dẫu là một [Lương phối] đắc lực của Khang Hi Đế, cũng như nhận được sự yêu thương của Hiếu Trang Văn Hoàng hậu cùng Hiếu Huệ Chương Hoàng hậu, nhưng vấn đề chính trị đan xen giữa cái chết của cha bà, cùng sự xấu hổ của xuất thân dường như đã thành áp lực, khiến bà qua đời chỉ 6 tháng sau khi tuyên bố sách lập.

## Tiểu sử

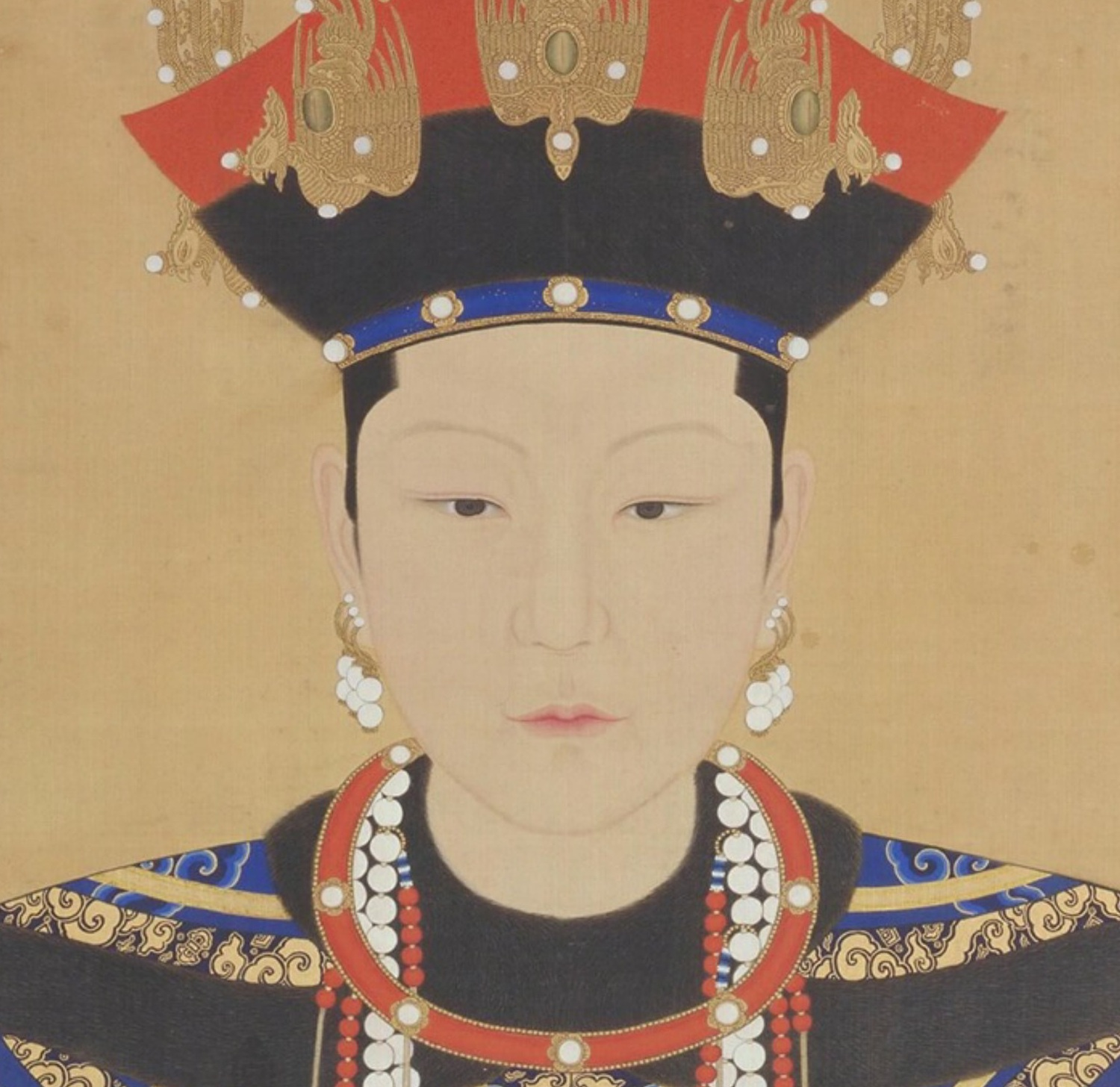
Hiếu Chiêu Nhân Hoàng hậu Nữu Hỗ Lộc thị.

### Dòng dõi cao quý
Hiếu Chiêu Nhân Hoàng hậu sinh vào năm Thuận Trị thứ 10 (1653), xuất thân từ dòng họ Nữu Hỗ Lộc thị của Mãn Châu, thuộc Mãn Châu Tương Hoàng kỳ. Xuất thân của bà vào lúc đó rất hiển hách. Dòng họ Nữu Hỗ Lộc thị là một thế gia ở Trường Bạch Sơn, đời đời thế tập Lộ trưởng tại Anh Ngạch địa phương, có thể xem là đại danh môn.
Tổ phụ là Hoằng Nghị công Ngạch Diệc Đô, trong những năm chinh chiến dưới trướng Nỗ Nhĩ Cáp Xích, ông thường được giao chỉ huy đội quân [Tương Hoàng kỳ] của Mãn Châu, thường giành được nhiều thắng lợi, đặc biệt trong chiến dịch Bố Đạt Lý đã chém được hàng chục tướng quân nhà Minh. Do vậy, Ngạch Diệc Đô về sau trở thành Đại công thần thuở đầu Đại Thanh, được đặc biệt phối thờ Thái miếu. Do công lao lớn, gia tộc Nữu Hỗ Lộc nhánh Hoằng Nghị công được xem là ["Danh môn trung danh môn"], đứng đầu thế gia Bát kỳ Mãn Châu. Ngạch Diệc Đô có 16 người con trai, phụ thân Hiếu Chiêu Nhân Hoàng hậu là Át Tất Long, là con trai thứ 16 của Ngạch Diệc Đô.

### Gia thế hiển hách
Át Tất Long là con trai của Ngạch Diệc Đô với con gái thứ tư của Thanh Thái Tổ - Hòa Thạc Công chúa Mục Khố Thạp (穆库什). Từ thời Thanh Thái Tông, Át Tất Long đã nhiều lần lập quân công, đến thời Thuận Trị do có công lao chém cháu của Lý Tự Thành là Lý Cẩm, thăng [Nhị đẳng Giáp Lạt Chương Kinh; 二等甲喇章京], sau do tập tước của Đồ Nhĩ Cách (图尔格) mà thăng [Nhất đẳng Công], kiêm Nghị chính Đại thần, Lãnh Thị vệ Nội đại thần, gia thêm "Thái tử Thái bảo" (太子太傅) vinh hàm. Khi Thuận Trị Đế giá băng, Át Tất Long cùng Sách Ni, Tô Khắc Xa Cáp và Ngao Bái nhận mệnh phụ chính Khang Hi Đế, trở thành một trong Tứ trụ đại thần quyền khuynh thiên hạ.
Khi Khang Hi Đế thân chính, tuyên dương công thần, Át Tất Long được gia thăng ["Nhất đẳng Công"; 一等公] kế thừa từ anh trai Đồ Nhĩ Cách, thêm chức Thái sư. Át Tất Long có 3 vợ cả, người đầu là con gái Anh Thân vương A Tế Cách, anh trai trưởng của Duệ Thân vương Đa Nhĩ Cổn; kế thê là con gái Dĩnh Thân vương Tát Cáp Lân, và người nữa là tam kế thê Ba Nhã Lạp thị (巴雅拉氏), sinh ra A Linh A (阿灵阿), là em trai út của bà. Mẹ ruột của bà là người họ Thư Thư Giác La thị (舒舒觉罗氏), là Trắc thất của Át Tất Long, ngoài bà thì Thư Thư Giác La thị còn sinh ra Ôn Hi Quý phi và Pháp Khách (法喀).
Do hai con trai đích tử trước sớm chết, Pháp Khách trở thành trưởng tử của cha bà, cưới con gái Tôn Thất A Nhan Đồ (阿颜图), sau cưới Hách Xá Lý thị là em gái của Hiếu Thành Nhân Hoàng hậu. Khi bà còn nhỏ, do cha bà Át Tất Long có qua lại với đại thần Ngao Bái, người đứng đầu Tứ trụ đại thần nên được Ngao Bái nhận làm nghĩa nữ.

## Tuyển chọn thất bại
Khi Khang Hi Đế đến tuổi tầm 12 tuổi, Tứ trụ đại thần và triều đình tiến hành cân nhắc xem người được chọn làm Hoàng hậu cho Khang Hi Đế. Khi đó, thế lực Ngao Bái cường thịnh, ngày càng không xem vị Hoàng đế nhỏ tuổi ra gì, còn Sách Ni là lão thần 3 triều, áp dụng lấy lui vì tiến sách lược, không hay đụng chạm đến Ngao Bái. Trong đợt tuyển chọn Hoàng hậu đó, có con gái của Ngao Bái, con gái của Át Tất Long cùng cháu gái của Sách Ni là dự tuyển hàng đầu. Tuyển ai làm Hoàng hậu, thì tất nhiên gia tộc của Hoàng hậu cũng sẽ theo đó lớn mạnh. Ngao Bái cuồng vọng lúc đó không ai không biết, Chiêu Thánh Thái hoàng thái hậu đem con gái ông ta loại ngay từ sớm. Át Tất Long là một người gió chiều nào theo chiều nấy, bỏ mặc thì không thể, nhưng không thể hoàn toàn dựa vào, nên Nữu Hỗ Lộc thị nhập cung với vị trí Phi tần.
Năm Khang Hi thứ 4 (1665), Nữu Hỗ Lộc thị được cho là nhập cung cùng với Hách Xá Lý thị, cháu gái của đại thần Sách Ni. Có thể thấy, Nữu Hỗ Lộc thị gia thế cực đại tôn quý, nếu so với Hách Xá Lý thị có thể nói là vượt hơn. Vì bởi lẽ, Sách Ni tuy là Phụ chính đaị thần, quan hàm cao quý, song xuất thân Hách Xá Lý thị rất thấp, chỉ là Hải Tây bộ nhân, không có chức Bộ trưởng hay Lộ trưởng, trong khi đó Át Tất Long xuất thân Nữu Hỗ Lộc thị cao quý, thế tập Lộ trưởng của Anh Ngạch địa phương. So sánh thì dòng dõi của Sách Ni hoàn toàn thua xa.
Sau sự kiện này, Nữu Hỗ Lộc thị không còn được đề cập. Các quan niệm khi xưa nhận định Nữu Hỗ Lộc thị có lẽ được giữ lại trong hậu cung, và trở thành Phi - tước vị mà bà được đề cập khi được lập làm Kế Hoàng hậu về sau. Nhưng thực tế, căn cứ tư liệu Mãn văn của chuyên gia người Mãn là Quất Huyền Nhã (橘玄雅) tổng hợp được, tuy Át Tất Long quả thực có một người con gái còn lưu lại trong cung, nhưng tuổi còn quá nhỏ, còn phải đưa Nhũ mẫu vào cùng. Dựa theo tuổi tác này, không có khả năng là Nữu Hỗ Lộc thị - con gái lớn của Át Tất Long. Trong hậu cung Khang Hi lúc ấy, ngoài Hoàng hậu là Hách Xá Lý thị, chỉ còn vài Thứ phi không danh phận, hoàn toàn không có ai đãi ngộ hàng ["Phi"] thời kỳ đầu như đề cập về Nữu Hỗ Lộc thị trong sách văn lập Hậu những năm sau. Tung tích về Nữu Hỗ Lộc thị hoàn toàn không có.
Năm Khang Hy thứ 8 (1669), Hoàng đế trừng trị Ngao Bái, Thái sư Quả Nghị công Át Tất Long vì là đồng đảng của Ngao Bái cũng bị giam vào ngục. Khang Thân vương Kiệt Thư chiếu theo 12 hạng tội danh hạch hỏi Át Tất Long, bị xử vào tội chết nhưng chỉ bị cách chức tước về làm dân thường. Năm Khang Hy thứ 9 (1670), Hoàng đế niệm tình ông là cố mệnh đại thần tuy bị tước hết chức tước nhưng riêng tước "Nhất đẳng công" vẫn cho con thế tập. Sang năm thứ 12 (1673), Át Tất Long qua đời tại phủ đệ.

## Phong Phi lập Hậu
Năm Khang Hi thứ 13 (1674), Hách Xá Lý Hoàng hậu hạ sinh Hoàng nhị tử Dận Nhưng rồi qua đời do băng huyết. Khang Hi Đế đau buồn, truy phong Hách Xá Lý thị làm "Nhân Hiếu Hoàng hậu" và đích thân nuôi dưỡng Dận Nhưng, lập làm Thái tử và có ý không lập Hậu nữa.
Năm Khang Hi thứ 15 (1676), xuất hiện ghi chép về [Phi Nữu Hỗ Lộc thị] tiến cung. Cùng với bà là Hiếu Ý Nhân Hoàng hậu Đông thị, và khác với Nữu Hỗ Lộc thị, Đông thị tuy dù chỉ là thân phận Thứ phi, xưng gọi "Cách cách", nhưng lại có thể hưởng đãi ngộ hàng Phi ngang với bà. Tuy chưa rõ là có tiền lệ hay không, nhưng nếu thời gian vừa qua quả thật Nữu Hỗ Lộc thị không ở trong cung, thì hẳn là đã trượt Tuyển chọn Hậu phi, sau lại lần nữa được triệu vào, phong làm Phi, cũng không xem là việc thường thấy. Việc bà vào cung cùng lúc với Đông thị, cơ hồ là để dự trù ai phong Phi và lập Hậu, do sang năm thì Hoàng đế đã phong tước gần như cả hậu cung. Khang Hi Đế từng gọi bà là [Nội đình chi lương tá; 内廷之良佐], hay [Lương phối; 良配], điều này cho thấy địa vị phụ tá nội đình của bà cực cao, hoặc ít nhất đó là lời tán thưởng của Khang Hi Đế nhằm biểu thị vị trí tương lai của bà.
Năm Khang Hi thứ 16 (1677), ngày 11 tháng 5, Hoàng đế dụ: "Dụ Lễ bộ, trẫm cung phụng Thánh tổ mẫu Thái hoàng thái hậu từ dụ, sắc lập con gái của Át Tất Long vì Hoàng hậu, Lễ bộ lập tức lựa chọn ngày cưới, khai đều nghi tới tấu, đặc dụ Lễ bộ". Tháng 8, Quảng Tây đạo Ngự sử Hách Dục (郝浴) nói, sách lập Hoàng hậu đại lễ tương hành, thỉnh đình chỉ Thu quyết năm nay. Ngày 22 tháng 8, Phi Nữu Hỗ Lộc thị được sách lập làm Hoàng hậu. Hoàng đế khiển quan viên tế cáo Thái miếu, Thiên địa. Hôm đó, Hoàng đế ngự Thái Hòa điện, khiển Đại học sĩ Sách Ngạch Đồ làm Chính sứ, Đại học sĩ Lý Úy (李霨) làm Phó sứ, cầm cờ tiết thụ Phi Nữu Hỗ Lộc thị nhận sách bảo sách lập Hoàng hậu.
Sách văn rằng:
| “                                           | 朕惟道法乾坤、内治乃人伦之本。教型家国、壸仪实王化之基。资淑德以承庥。宜正名而惇典。咨尔妃钮祜卢氏。乃公遏必隆之女也。钟祥世族。毓秀名门。性秉温庄。度娴礼法。柔嘉表范、风昭令誉于宫庭。雍肃持身、允协母仪于中外。兹仰承太皇太后慈命。以册宝立尔为皇后。尔其诚孝以奉重闱。恭俭以先嫔御。敬襄宗祀、弘开奕叶之祥。益赞朕躬、茂著雍和之治。钦哉。 ... Trẫm duy đạo pháp Càn Khôn, nội trị nãi nhân luân chi bổn. Giáo hình gia quốc, khổn nghi thật vương hóa chi cơ. Tư thục đức dĩ thừa hưu. Nghi chính danh nhi đôn điển. Tư nhĩ Phi Nữu Hỗ Lộc thị, nãi công Át Tất Long chi nữ dã. Chung tường thế tộc. Dục tú danh môn. Tính bỉnh ôn trang. Độ nhàn lễ pháp. Nhu gia biểu phạm, phong chiêu lệnh dự vu cung đình. Ung túc trì thân, duẫn hiệp mẫu nghi vu trung ngoại. Tư ngưỡng thừa Thái hoàng thái hậu từ mệnh. Dĩ sách bảo lập nhĩ vi Hoàng hậu. Nhĩ kỳ thành hiếu dĩ phụng trọng vi. Cung kiệm dĩ tiên tần ngự. Kính tương tông tự, hoằng khai dịch diệp chi tường. Ích tán trẫm cung, mậu trứ ung hòa chi trị. Khâm tai. | ” |
| — Sách văn tấn Nữu Hỗ lộc phi làm Hoàng hậu | |   |

Quyết định sách lập hoàng hậu, trước đó đã bổ sung lễ nạp thải, được tổ chức long trọng như đại hôn lễ. Ngày Khang Hi Đế sách lập Hoàng hậu Nữu Hỗ Lộc thị, Hoàng đế đích thân suất Chư vương, Bối lặc, Bối tử, Công cùng Nội đại thần, Đại học sĩ, Đô thống, Thượng thư, Tinh kỳ ni ha phiên, Thị vệ các cấp đến Lưỡng tôn cung hành lễ. Giờ Mão, Khang Hi Đế ngự Thái Hòa điện. Chư vị Vương, Bối lặc, Bối tử, Công, văn võ các quan, thượng biểu ăn mừng. Ban chiếu thiên hạ. Ngày hôm sau, Hoàng hậu đến Lưỡng tôn cung cùng Đế tọa hành lễ.
Theo Trương Thành nhật ký (张诚日记), là quyển nhật ký của quan người Pháp tên Jean-François Gerbillon đang làm việc tại triều đình, Hoàng hậu Nữu Hỗ Lộc thị [‘’Sinh khó mà chết"], ám chỉ Hoàng hậu qua đời do sinh non. Nhưng căn cứ Thanh thực lục cùng những hồ sơ Mãn văn được Quất Huyền Nhã cung cấp, không hề có điều gì đề cập Hoàng hậu sinh non. Chỉ có ở khoảng đầu năm Khang Hi thứ 17 (1678), tháng giêng, một nhóm quan viên Nội vụ phủ đã cùng nhau viết tấu lên Khang Hi Đế một văn bản khá dài, các vị này nhiều năm chịu ân điển của Hoàng đế, không có gì để báo đáp, lại nghe nói Hoàng hậu ["Quý thể bất hòa"], ["Lược hữu bất an"], các vị này thật sự lo lắng, nên tìm kiếm Đạo sĩ (mấy vị này đều là người Hán, nên tìm Đạo sĩ), muốn vì Hoàng hậu mà làm lễ cầu an. Liệt kê thật nhiều nghi thức, nhạc cầu an, chùa cầu an, ngũ nhạc, thập sơn,... lại còn muốn dựng Tế đàn cầu phúc, phí làm đều chính bọn họ xuất ra. Khang Hi Đế xem xong, hồi đáp lại tiền làm các nghi thức này sẽ nói Nội vụ phủ trích ra. Nhìn qua hồ sơ này có thể thấy, đến đầu năm Khang Hi thứ 17, nửa năm sau khi lập làm Hoàng hậu, thì bệnh của Hoàng hậu Nữu Hỗ Lộc thị đã lan truyền ra, không ít thần tử đã biết. Do vậy, có thể nói rằng cái chết của bà sau đó không phải là nhanh chóng đột ngột, mà là đã có quá trình ngấm ngầm lâu dài.

## Qua đời

### Thành niên băng thệ
Năm Khang Hi thứ 17 (1678), vào ngày 26 tháng 2 (âm lịch), giờ Tỵ, Hoàng hậu Nữu Hỗ Lộc thị qua đời tại Khôn Ninh cung, chung niên 25 tuổi.
Ngày Hoàng hậu băng hà, Khang Hi Đế đang nghe chính sự tại Càn Thanh môn (乾清门), tin Hoàng hậu băng thệ bay đến, Chư vương cùng đại thần đều quỳ khóc tang. Khi nghe việc Hoàng hậu mất, Chiêu Thánh Thái hoàng thái hậu lập tức đến Càn Thanh môn khóc, nhưng Khang Hi Đế sợ Thánh tổ mẫu sẽ xúc động mà ngã bệnh, nên khuyên Thái hoàng thái hậu về cung trước. Khang Hi Đế từ khi Hoàng hậu Nữu Hỗ Lộc thị qua đời, được ghi nhận cực kỳ đau lòng. Ông bãi triều 5 ngày, sai Chư vương phi, Bối lặc phi, Công chúa và Quận chúa đến Bát kỳ Nhị phẩm mệnh phụ trở lên đều có mặt ở Khôn Ninh cung khóc tang. Tất cả đều theo cựu lệ của Nhân Hiếu Hoàng hậu.
Ngày 28 tháng 2, bày biện Lỗ bộ bên ngoài Càn Thanh môn. Giờ Thìn, di hài tử cung của bà được Khang Hi Đế đích thân đặt tại Vũ Anh điện (武英殿), Chư vương phi, Bối lặc phi, Công chúa và Quận chúa đến Bát kỳ Nhị phẩm mệnh phụ trở lên ở trong điện khóc tang, Chư vương, Bối lặc, Nội đại thần ở bên ngoài khóc tang. Ngày 29 tháng 2, Nhân Hiến Hoàng thái hậu đích thân đến trước tử cung mà khóc. Sự thương yêu từ cả Thái hoàng thái hậu lẫn Hoàng thái hậu cho thấy Hoàng hậu Nữu Hỗ Lộc thị sinh tiền rất được lòng 2 vị trưởng bối, thậm chí Nhân Hiếu Hoàng hậu còn chưa như thế. Từ đây thẳng đến ngày 25 tháng 3, Khang Hi Đế đều đích thân đến tế rượu, ở từ giờ Thìn đến tận giờ Dần, cứ ngồi như thế bên cạnh tử cung của Hoàng hậu mà ngây ngốc khoảng 7-8 canh giờ.
Sang ngày 25 tháng 3, Khang Hi Đế đích thân đưa tử cung đến thành Củng Hoa, táng cùng trong điện của Nhân Hiếu Hoàng hậu. Sau khi đến Củng Hoa, mãi đến ngày 29 tháng 3, Khang Hi Đế vẫn kiên trì khóc tang, dù lúc đó chiến sự Loạn tam phiên rất gay cấn.

### Hiếu Chiêu Hoàng hậu
Ngày 2 tháng 3 (âm lịch) năm ấy, Khang Hi Đế ngự tang phục đến Thái Hòa môn, lấy Trang Thân vương Bác Quả Đạc làm Chính sứ, Tín Quận vương Ngạc Trát (鄂扎) làm Phó sứ, bưng sách bảo, tuy sách thụy hiệu cho Đại hành Hoàng hậu. Thụy hiệu được ban là Hiếu Chiêu Hoàng hậu (孝昭皇后).
Sách văn rằng:
| “                                | 朕惟正两仪之位、资始允藉夫资生。端万化之原、治外必先于治内。故壸政修而家邦永赖。坤贞著而品物咸亨。缅怀懿淑之隆。益念匡襄之德。徽音尚在。盛典宜崇。咸由纪美于休称。始克流光于奕世。皇后钮祜卢氏。夙承华阀。聿茂令仪。暨正宫闱。作朕良配。履和思顺、端恪本于天怀。体巽居谦、温庄发乎至性。奉两宫之定省、愉婉弥殷。襄九庙之馨香、敬共加笃。依疏服浣、首弘俭朴之风。夜寐夙兴、克佐旰宵之治。惇五常而仁能逮下。循四教而慎以禔躬。览史披图、既媲徽于彤管。含章蕴美、洵叶吉于黄裳。何图掖殿之旋虚。深痛仪型之永逝。载考追崇之典。式稽节惠之文。谥以尊名、表慈惠爱亲之实。词难罄媺、兼圣闻昭达之休。懿德聿彰。鸿名无忝。特以册宝、谥曰孝昭皇后。于戏。炳丹青于百代、至行堪师。垂琬琰于千秋、芳规丕著。哀荣斯极。宠命宜承。 . Trẫm duy chính lưỡng nghi chi vị, tư thủy duẫn tạ phu tư sinh. Đoan vạn hóa chi nguyên, trị ngoại tất tiên vu trị nội. Cố khổn chính tu nhi gia bang vĩnh lại. Khôn trinh trứ nhi phẩm vật hàm hanh. Miến hoài ý thục chi long. Ích niệm khuông tương chi đức. Huy âm thượng tại. Thịnh điển nghi sùng. Hàm do kỷ mỹ vu hưu xưng. Thủy khắc lưu quang vu dịch thế. Hoàng hậu Nữu Hỗ Lộc thị. Túc thừa hoa phiệt. Duật mậu lệnh nghi. Ký chính cung vi. Tác trẫm lương phối. Lí hòa tư thuận, đoan khác bổn vu thiên hoài. Thể tốn cư khiêm, ôn trang phát hồ chí tính. Phụng lưỡng cung chi định tỉnh, du uyển di ân. Tương cửu miếu chi hinh hương, kính cộng gia đốc. Y sơ phục hoán, thủ hoằng kiệm phác chi phong. Dạ mị túc hưng, khắc tá cán tiêu chi trị. Đôn ngũ thường nhi nhân năng đãi hạ. Tuần tứ giáo nhi thận dĩ đề cung. Lãm sử phi đồ, kí bễ huy vu đồng quản. Hàm chương uẩn mỹ, tuân diệp cát vu hoàng thường. Hà đồ dịch điện chi toàn hư. Thâm thống nghi hình chi vĩnh thệ. Tái khảo truy sùng chi điển. Thức kê tiết huệ chi văn. Thụy dĩ tôn danh, biểu từ huệ ái thân chi thật. Từ nan khánh 媺, kiêm thánh văn chiêu đạt chi hưu. Ý đức duật chương. Hồng danh vô thiểm. Đặc dĩ sách bảo, thụy viết Hiếu Chiêu Hoàng hậu. Vu hí! Bỉnh đan thanh vu bách đại, chí hành kham sư. Thùy uyển diễm vu thiên thu, phương quy phi trứ. Ai vinh tư cực. Sủng mệnh nghi thừa. | ” |
| — Sách thụy Hiếu Chiêu hoàng hậu | |   |

Năm Khang Hi thứ 18 (1679), tháng 4, khiển quan viên cung điểm Hiếu Chiêu Hoàng hậu thần bài. Ngày Quý Dậu (9), làm lễ thăng phụ thần chủ của Hiếu Chiêu Hoàng hậu lên Phụng Tiên điện, phụng an bên phải thần chủ của Nhân Hiếu Hoàng hậu. Sau đó, lần lượt giỗ đầy 2 năm, rồi 3 năm diễn ra, Khang Hi Đế mệnh Hoàng thái tử Dận Nhưng, thống lĩnh chư Vương, Bối lặc cùng Mệnh phụ đến trí tế cho Hiếu Chiêu Hoàng hậu.
Năm Khang Hi thứ 20 (1681), ngày 17 tháng 2, Khang Hi Đế quyết định để Nhân Hiếu Hoàng hậu, cùng Hiếu Chiêu Hoàng hậu nhập táng vào địa cung của Cảnh lăng (景陵), thuộc Thanh Đông lăng. Cả hai tử cung của 2 vị Hoàng hậu trong ngày đó đều từ Củng Hoa thành đến nhập táng Cảnh lăng. Khang Hi Đế mệnh Thái tử dẫn đầu chư thần đến hướng tế. Ngày 19 tháng 2 cùng năm, chính thức khải thành. Ngày 7 tháng 3, đoàn hộ tang đến Cảnh lăng. Khang Hi Đế đặc mệnh Khang Thân vương Kiệt Thư đến trước tử cung của Nhân Hiếu Hoàng hậu, Trang Thân vương Bác Quả Đạc đến trước tử cung, đọc chí chúc tế. Lễ xong, đưa linh cữu hai vị Hoàng hậu đến Hưởng điện, hôm sau kết thúc buổi lễ an táng. Đồng thời, Khang Hi Đế còn trấn an người nhà hai vị Hoàng hậu, ban thực ban vật, lấy kỳ ân sủng.

### Dâng thêm thụy hiệu
Năm Khang Hi thứ 61 (1722), tháng 12, Ung Chính Đế lên ngôi. Bàn nghị, dâng thụy hiệu tổng 12 chữ cho Nhân Hiếu Hoàng hậu, Hiếu Chiêu Hoàng hậu cùng Hiếu Ý Hoàng hậu. Toàn thụy là Hiếu Chiêu Tĩnh Thục Minh Huệ Chính Hòa Khâm Thiên Thuận Thánh Hoàng hậu (孝昭靜淑明惠正和欽天順聖皇后).
Năm Ung Chính nguyên niên (1723), tháng 6, Tổng lý Đại thần các quan hội nghị việc phụng thờ Nhân Thọ Hoàng thái hậu, các đại thần cùng nghị phối thờ Tứ hậu (Hiếu Thành Nhân Hoàng hậu, Hiếu Chiêu Nhân Hoàng hậu, Hiếu Ý Nhân Hoàng hậu cùng Hiếu Cung Nhân Hoàng hậu - Nhân Thọ Hoàng thái hậu) vào Thánh Tổ miếu, đó là dựa vào lệ có từ thời Tống Thái Tông cùng Tống Chân Tông. Ung Chính Đế ra chỉ dụ có đoạn:「"Hiếu Thành Nhân Hoàng hậu là nguyên phối, Hiếu Chiêu Nhân Hoàng hậu cùng Hiếu Ý Nhân Hoàng hậu kế vị Trung cung, Hiếu Cung Nhân Hoàng hậu sinh dục Trẫm cung, mẫu nghi thiên hạ. Án theo lễ của Tiên Nho mà làm, một Nguyên hậu, hai Kế hậu, một Bổn sinh, theo thứ tự song song. Nay mẫu hậu thăng phụ vị thứ, đương đầu tiên phụng Hiếu Thành Nhân Hoàng hậu, sau là Hiếu Chiêu Nhân Hoàng hậu, Hiếu Ý Nhân Hoàng hậu, cuối cùng thăng phụ thần vị của Hiếu Cung Nhân Hoàng hậu. Như thế thứ với cổ lễ phù hợp, mà Trẫm tâm cũng an rồi"」.
Cùng năm, ngày 4 tháng 9 (âm lịch), Ung Chính Đế đưa thần vị của Khang Hi Đế vào Thái Miếu, rồi làm lễ truy thêm chữ cho thụy hiệu của Hiếu Chiêu Hoàng hậu và ba vị Hoàng hậu khác, dâng thêm Đế thụy [Nhân] của Khang Hi Đế, toàn xưng là Hiếu Chiêu Tĩnh Thục Minh Huệ Chính Hòa Khâm Thiên Thuận Thánh Nhân Hoàng hậu (孝昭靜淑明惠正和欽天順聖仁皇后). Cũng ngày hôm đó, làm lễ đưa thần vị của bốn vị [Nhân Hoàng hậu] vào Thái Miếu, hưởng phối cùng Khang Hi Đế.
Sách thụy văn viết:
| “                                     | 襄治化于昌朝、夙合二仪之撰。耀徽音于典册聿昭万叶之光。勋华之盛烈丕彰。任姒之芳规益播。钦惟皇妣孝昭仁皇后、性含柔顺。范表温庄。华阅钟祥、协坤贞而作则。椒涂正位、偕帝德以交辉。侍膳慈闱、克谨晨昏之奉。劳心中壸、每分宵旰之勤。箴铭茂著于彤编。褕翟久辞于丹禁。溯淑恭之懿行、茂典流光。扬蔼吉之仁风、贞珉焕彩。兹值缵承之始。弥深崇报之思。清庙森严、考彝章而合祔。宝函郑重、列俎豆以升馨。谨奉册宝、恭上尊谥曰。孝昭静淑明惠正和钦天顺圣仁皇后。伏冀在天灵爽、永贻万世之安。裕后仪型、长介亿年之福。进鸿称而允协。垂琬琰以光昭。谨言。宝文曰、孝昭静淑明惠正和钦天顺圣仁皇后之宝。 . Tương trị hóa vu xương triều, túc hợp nhị nghi chi soạn. Diệu huy âm vu điển sách duật chiêu vạn diệp chi quang. Huân hoa chi thịnh liệt phi chương. Nhậm tự chi phương quy ích bá. Khâm duy Hoàng tỉ Hiếu Chiêu Nhân hoàng hậu, tính hàm nhu thuận. Phạm biểu ôn trang. Hoa duyệt chung tường, hiệp khôn trinh nhi tác tắc. Tiêu đồ chính vị, giai đế đức dĩ giao huy. Thị thiện từ vi, khắc cẩn thần hôn chi phụng. Lao tâm trung khổn, mỗi phân tiêu cán chi cần. Châm minh mậu trứ vu đồng biên. Du địch cửu từ vu đan cấm. Tố thục cung chi ý hành, mậu điển lưu quang. Dương ái cát chi nhân phong, trinh mân hoán thải. Tư trị toản thừa chi thủy. Di thâm sùng báo chi tư. Thanh miếu sâm nghiêm, khảo di chương nhi hợp phụ. Bảo hàm trịnh trọng, liệt trở đậu dĩ thăng hinh. Cẩn phụng sách bảo, cung thượng tôn thụy viết: Hiếu Chiêu Tĩnh Thục Minh Huệ Chính Hòa Khâm Thiên Thuận Thánh Nhân Hoàng hậu. Phục ký tại thiên linh sảng, vĩnh di vạn thế chi an. Dụ hậu nghi hình, trường giới ức niên chi phúc. Tiến hồng xưng nhi duẫn hiệp. Thùy uyển diễm dĩ quang chiêu. Cẩn ngôn. Bảo văn viết, Hiếu Chiêu Tĩnh Thục Minh Huệ Chính Hòa Khâm Thiên Thuận Thánh Nhân Hoàng hậu chi bảo. | ” |
| — Sách thụy Hiếu Chiêu Nhân hoàng hậu | |   |

Đến các triều đại Càn Long, Gia Khánh liên tiếp thêm chữ vào thụy hiệu của Hiếu Chiêu Nhân Hoàng hậu, đầy đủ là: Hiếu Chiêu Tĩnh Thục Minh Huệ Chánh Hòa An Dụ Đoan Mục Khâm Thiên Thuận Thánh Nhân Hoàng hậu (孝昭靜淑明惠正和安裕端穆欽天順聖仁皇后).